# Vantoux
Vantoux település Franciaországban, Moselle megyében. Lakosainak száma 818 fő (2022. január 1.). Vantoux Vany, Coincy, Metz, Mey, Nouilly és Saint-Julien-lès-Metz községekkel határos.

## Népesség
A település népessége az elmúlt években az alábbi módon változott:
| Lakosok száma | 906  | 884  | 887  | 851  | 837  | 823  | 808  | 813  | 818  |
|               | 2013 | 2015 | 2016 | 2017 | 2018 | 2019 | 2020 | 2021 | 2022 |